# Paul O’Neill

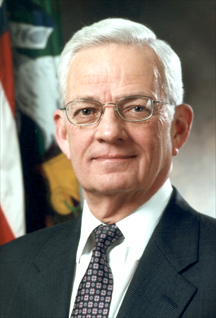
Paul O’Neill (2001 oder 2002)

Paul O’Neill (* 4. Dezember 1935 in St. Louis, Missouri; † 18. April 2020 in Pittsburgh, Pennsylvania) war von 2001 bis 2002 der 72. Finanzminister der Vereinigten Staaten im Kabinett von George W. Bush.

## Anfänge
Paul O’Neill wurde 1935 in St. Louis geboren und wuchs in Pittsburgh, auch seinem späteren Wohnsitz, auf. 1954 beendete er die Anchorage High School in Alaska, zusammen mit seiner zukünftigen Frau Nancy. Er schloss mit einem Bachelor in Wirtschaftswissenschaft von der California State University und einem Master of Public Administration von der Indiana University ab. Mit seiner Frau hatte er vier Kinder und zwölf Enkel.

## Karriere
O’Neill begann im öffentlichen Dienst als Computer-Systemanalyst für die Veterans Administration, eine Behörde zur Organisation von Hilfsprojekten für Veteranen, wo er von 1961 bis 1966 tätig war. 1967 stieß er zum Office of Management and Budget und arbeitete dort von 1974 bis 1977 als stellvertretender Direktor. Nachdem Präsident Gerald Ford die Präsidentschaftswahl 1976 verloren hatte, wechselte O’Neill zur International Paper Company in New York City, wo er von 1977 bis 1985 Vize-Präsident und danach bis 1987 Präsident war.
1988 war er als Verteidigungsminister im Kabinett von George Bush vorgesehen, lehnte jedoch ab und schlug Dick Cheney für den Posten vor. O’Neill wurde daraufhin zusammen mit Lamar Alexander, Bill Brock und Richard Riley Mitglied einer Gutachterkommission zum Thema Bildung. Unter seiner Führung empfahl die Gruppe nationale Standards und vereinheitlichte Teststandards.
O’Neill war von 1987 bis 1999 Vorstands- und Aufsichtsratsvorsitzender des Pittsburgher Industriegiganten Alcoa und trat 2000 als Vorstandsvorsitzender zurück. Der Konzern konnte unter seiner Führung die Umsätze von 1,5 Milliarden US-Dollar im Jahr 1987 auf 23 Milliarden US-Dollar steigern, wobei so auch Paul O’Neills Vermögen stieg: auf schätzungsweise 60 Millionen US-Dollar.
In den späten 1990ern war er zudem Vorsitzender der RAND Corporation. 1995 wählte man ihn in die American Academy of Arts and Sciences.

### Finanzminister

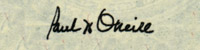
Unterschrift von Paul O’Neill auf US-$-Banknoten

O’Neill wurde von George W. Bush als Finanzminister vorgeschlagen und bestimmte Mark Weinberger zu seinem attestierenden Minister für Steuerpolitik. O’Neill fiel vor allem durch seine häufig regierungskritischen Äußerungen sowie eine Afrika-Tour mit Sänger Bono auf.
Ein 2002 von O’Neill als Minister in Auftrag gegebener Bericht schätzte das zukünftige Haushaltsdefizit auf über 500 Milliarden US-Dollar und zeigte große Zukunftsschwierigkeiten auf, sofern an der damaligen Politik festgehalten werde. Zudem wurden die Befunde in dem Anfang 2003 veröffentlichten 2004 annual budget report weggelassen.
Die Meinungsverschiedenheiten im Bereich Steuerpolitik führten zu seinem Rücktritt 2002, worauf ihm John W. Snow nachfolgte.
O’Neill starb im April 2020 im Alter von 84 Jahren in Pittsburgh.